# Маленькое (Крым)
Ма́ленькое (до 1948 года Кичкине́ укр. Маленьке, крымскотат. Kiçkene, Кичкене) — село в Симферопольском районе Крыма. Село входит в состав Гвардейского сельского поселения (согласно административно-территориальному делению Украины — Гвардейского поселкового совета Автономной Республики Крым).

## Население
| 2001 | 2014  |
| ---- | ----- |
| 1882 | ↘1546 |

Всеукраинская перепись 2001 года показала следующее распределение по носителям языка
| Язык             | Процент |
| ---------------- | ------- |
| русский          | 79,97   |
| украинский       | 11,64   |
| крымскотатарский | 7,55    |
| другие           | 0,37    |

### Динамика численности
- 1926 год — 39 чел.[11]
- 1939 год — 156 чел.[12]
- 1989 год — 2061 чел.[12]
- 2001 год — 1882 чел.[13]
- 2009 год — 1574 чел.[14]
- 2014 год — 1546 чел.[15]

## Современное состояние
В Маленьком 10 улиц и 1 переулок, площадь, по данным сельсовета на 2009 год, занимаемая селением, 105,3 гектара, на которой в 549 дворах числилось 1574 жителя; в 2012 году границы селения были изменены и его площадь увеличилась до 116,14 га. В селе имеется муниципальное бюджетное общеобразовательное учреждение
«Маленская школа» , детский сад «Яблонька», Агропромышленный колледж национального аграрного университета, Дом Культуры, фельдшерско-акушерский пункт, почтовое отделение связи, аптека, Отделение садоводства Никитского ботанического сада.

## География
Маленькое расположено в центре района, ппримерно в 19 километрах (по шоссе) к северу от Симферополя, между шоссе К001 Красноперекопск — Симферополь (по украинской классификации Н-05) и железной дорогой Симферополь — Москва, ближайшая железнодорожная станция Остряково — примерно в 5 километрах. Маленькое находится в лесостепной зоне Крыма, высота центра села над уровнем моря — 164 м. С запада к Маленькому примыкает село Софиевка.

## История
Есть версия, что селение Кечкине (по армянски Маленькое) было основано армянами в 60-е годы XIX века, в первой четверти XX века в селе была размещена Крымская опытная станция садоводства.
В доступных источниках название Кичкине впервые встречается в Списке населённых пунктов Крымской АССР по Всесоюзной переписи 17 декабря 1926 года, как хутор в составе Ново-Андреевского сельсовета Симферопольского района, в котором числилось 7 дворов, все крестьянские, население составляло 39 человек, из них 29 армян, 6 русских, 3 украинца и 1 немец.
В 1944 году, после освобождения Крыма от фашистов, согласно Постановлению ГКО № 5984сс от 2 июня 1944 года, 27 июня крымские армяне были депортированы в Среднюю Азию. 12 августа 1944 года было принято постановление № ГОКО-6372с «О переселении колхозников в районы Крыма» и в сентябре 1944 года в район приехали первые новосёлы (214 семей) из Винницкой области, а в начале 1950-х годов последовала вторая волна переселенцев из различных областей Украины. С 25 июня 1946 года Кичкине в составе Крымской области РСФСР. Указом Президиума Верховного Совета РСФСР от 18 мая 1948 года Кичкине было переименовано в Маленькое. 26 апреля 1954 года Крымская область была передана из состава РСФСР в состав УССР. Время переподчинения Гвардейскому поссовету пока не установлено: на 15 июня 1960 года село уже числилось в его составе. Указом Президиума Верховного Совета УССР «Об укрупнении сельских районов Крымской области», от 30 декабря 1962 года Симферопольский район был упразднён и село присоединили к Бахчисарайскому. В 1964 году в село из Ялты переводится сельскохозяйственный техникум. 1 января 1965 года, указом Президиума ВС УССР «О внесении изменений в административное районирование УССР — по Крымской области», вновь включили в состав Симферопольского. С 12 февраля 1991 года село в восстановленной Крымской АССР, 26 февраля 1992 года переименованной в Автономную Республику Крым. С 21 марта 2014 года в составе Крыма аннексировано Россией.